# Norbert Jung
Norbert Jung (* 3. Dezember 1967 in Bamberg) ist ein deutscher römisch-katholischer Geistlicher und Domkapitular im Erzbistum Bamberg und Leitender Pfarrer mit Sitz in der Pfarrei St. Ludwig in Ansbach.

## Leben
Jung studierte Philosophie und Katholische Theologie an den Universitäten Eichstätt, Bamberg und Mexiko-Stadt. Mit einer Arbeit über Andreas Seelmann, Weihbischof in Speyer, wurde er in Bamberg zum Dr. theol. promoviert. 2001 empfing er die Priesterweihe durch den Bamberger Erzbischof Karl Braun. Er war Kaplan in Herzogenaurach und Pfarradministrator in Uffenheim, Hemmersheim, Herbolzheim und Rodheim.
2006 wurde Norbert Jung persönlicher Referent von Erzbischof Ludwig Schick. Von 2010 bis 2020 war Jung Leiter der Hauptabteilung Kunst und Kultur im Erzbischöflichen Ordinariat Bamberg. Er war zudem Leiter des Referats für die Orden des Erzbistums Bamberg und theologischer Berater der Kirchenzeitung Heinrichsblatt sowie Subsidiar in der Pfarreiengemeinschaft Burgebrach.
Am 13. Dezember 2011 wurde er zum Domkapitular des Bamberger Doms gewählt, von 2012 bis 2019 war er Summus Custos („oberster Hüter“ der Kathedralkirche). Am 1. September 2020 wechselte er – unter Beibehaltung seines Amtes als Domkapitular – als Leitender Pfarrer nach Ansbach.

## Werke (Auswahl)

### Monographien
- Der Speyerer Weihbischof Andreas Seelmann (1732–1789) im Spannungsfeld von 'nachgeholter' Aufklärung und 'vorgezogener' Restauration. Reihe: Quellen und Abhandlungen zur mittelrheinischen Kirchengeschichte, Bd. 103, Mainz 2002, 1037 Seiten (Inhaltsangabe).
- Impulse für den Glauben. Gebete und ihre Geschichte. Bamberg 2004.
- Pfarrkirche Maria Verkündigung Ebensfeld. Regensburg 2008.
- Christliche Symbole. Heinrichsverlag Bamberg 2015, ISBN 978-3-89889-211-7.

### Artikel und Aufsätze
- Artikelserien im Heinrichsblatt, u. a.: Symbole (2011), Kunst im Bamberger Dom (2012). Klöster im Erzbistum Bamberg (2013).
- Zur Geschichte des Erzbistums. In: Gotteslob. Katholisches Gebet- und Gesangbuch. Ausgabe für die Erzdiözese Bamberg. Bamberg 2013 [recte: 2014], S. 965–967.
- Die Katholische Aufklärung – Eine Hinführung. In: Rainer Bendel, Norbert Spannenberger (Hrsg.), Katholische Aufklärung und Josephinismus. Rezeptionsformen in Ostmittel- und Südosteuropa. Köln, Weimar, Wien 2015 (Forschungen und Quellen zur Kirchen- und Kulturgeschichte Ostdeutschlands 48), S. 23–51.
- Non praeesse, sed prodesse. In: Stefan Fleischmann, Markus Schürrer (Hrsg.), Grund, auf dem ich stehe: Priester geben Zeugnis. Eine Sammlung von Primizsprüchen aus dem Erzbistum Bamberg. Neustadt/Aisch 2015, S. 106f.
- „Kommunikation überregionalen Zuschnitts“. Kloster Banz, Christian Wolff und die Katholische Aufklärung. In: Sabine Wüst (Hrsg.), Schätze der Welt aus landeshistorischer Perspektive. Festschrift zum 65. Geburtstag für Wolfgang Wüst am 10. Juli 2018. St. Ottilien 2018, S. 431–441.
- Vorwort in: Franz Kohlschein, Werner Zeißner (Hrsg.), Gottesdienst im Bamberger Dom zwischen Barock und Aufklärung. Die Handschrift des Ordinarius L des Subkustos Johann Graff von 1730 als Edition mit Kommentar. Petersberg 2018 (Studien zur Bamberger Bistumsgeschichte 9), S. 17–19.
- Kirche in der Stadt. In: Geschichte in Franken. CHW-Jahrbuch 3, 2019, S. 89–100.
- „Ubi est liber miraculorum eius?“ Heil(ung)ssehnsucht und Mirakelglaube am Grab des heiligen Bamberger Bischofs Otto. In: Ärztlicher Kreisverband Bamberg (Hrsg.): Bamberger Medizingeschichten. Medizinhistorischer Rundweg durch Bamberg. Bamberg 2020, S. 31–37.
- Heilsökonomie. Prälatenklöster als Impulsgeber des Wallfahrtswesens. In: Wüst, Wolfgang (Hrsg.): Klöster, Kultur und Kunst – Süddeutsche Sakrallandschaft in Spätmittelalter und früher Neuzeit. Berlin 2020, S. 269–289.

## Auszeichnungen und Ehrungen
- Aufnahme in den Ritterorden vom Heiligen Grab zu Jerusalem (2012)